# Dialium travancoricum
Dialium travancoricum är en ärtväxtart som beskrevs av Thomas Fulton Bourdillon. Dialium travancoricum ingår i släktet Dialium och familjen ärtväxter. IUCN kategoriserar arten globalt som akut hotad. Inga underarter finns listade i Catalogue of Life.